# 今泉宏美
今泉 宏美（いまいずみ ひろみ、1986年5月26日 - ）は、日本のギャルファッションモデル。雑誌『EDGE STYLE〔エッジスタイル〕』への露出から特に著名。『egg〔エッグ〕』誌上での活動から知られた時期もあった。
農業プロジェクト『ノギャル』への参加や、日本赤十字社の献血推進運動への参画など、モデル業と併行させての社会貢献活動の積極的な取り組みも注目を集めてきた。その流れで自ら発起した日本酒広報企画『SAKEプロジェクト』の展開も注目を集める。
身長159cm、血液型B型。大阪府出身、東京都在住。元ツインプラネット所属。“ひー坊”の愛称がある。

## 来歴
デビューは『egg』誌の読者モデルとなった2003年。2009年の11月に『EDGE STYLE』誌が創刊すると、さっそく同誌の第1号に専属モデルとして登場した。ギャル系ファッションブランド『COCOLULU〔ココルル〕』のイメージモデルを担ってもきた。そうした傍ら、ギャル社長として知られる藤田志穂の発起によって生まれた『ノギャルプロジェクト』に参加し、モデルのLieや恋愛コラムニストの田母神智子、そして藤田とともに、農作物の生産などを通して農業の促進を図る運動に取り組んできた。

## “SAKEプロジェクト”
秋田県の老舗酒造メーカー『阿桜』の協賛を得て、若年世代への日本酒の広報を狙いに定めた企画を2010年暮れ頃に自ら発起。“SAKEプロジェクト”と題したこの企画の活動の一環として『日本酒のソムリエ』と言われるきき酒師の資格を取得、ギャルモデル史上初の“きき酒師”の誕生として話題となった。2011年にさっそく阿桜酒造との共同開発商品にあたる純米吟醸微発泡酒『ひぃ坊』、および第二弾の純米大吟醸『ひー坊』を発売するなどしている。

## 主な出演

### 雑誌
- 『EDGE STYLE』（専属：2009年11月より）
- 『egg』（読者：2003年より）

### イベント
- 『EDGE STYLE NIGHT』（麻布十番DIX LOUNGE、2010年11月20日） 共/星あや、武田真理子、向山志穂、福住夏希、Lie[14]
- 『MARBLE Collection 2011』（SHIBUYA AX、2011年7月17日） 共/小森純、きゃりー、てんちむ、椿姫彩菜、山本優希、森摩耶、宮城舞、Lie、板橋瑠美、Ryo、瀬戸あゆみ、阿久津ゆりえ、川端かなこ、ろみひ、鈴木あや、寿るい、日菜あこ、近田祐理子、街子、あぽち、ゆら、AKIRA、深澤翠、三上みさき、Una、むらたさき、木村ミサ、中田くるみ[15]
- 『渋谷女祭り meets SHIBUYA GAL FESTIVAL』（渋谷duo MUSIC EXCHANGE、2011年11月6日） 共/山本優希、森摩耶、宮城舞、小泉梓、りかちゅう、峯村優衣、安部ニコル、竹内アクサ、安井レイ、鎌田ありさ、本多未奈、武田静加、平沼ファナ、伊郷レナ、Lie、Ryo、近田祐理子、てんちむ、中村瑠璃奈、谷川りさこ、小森未彩、永井麻央、水上桃華、引地敬澄、黒野慎、山田ジェームス武、田中大地、澤本幸秀、ほか[16]
- 『日本酒フェスティバル2011 がんばろう東北、がんばろう日本』（神戸ベイシェラトンホテル&タワーズ、2011年12月4日）[17]

### その他
- ミュージックビデオ：「キミに出会えてよかった」（Metis、2010年2月3日発売） 共/板橋瑠美、Lie[18]
- ショー：『原宿スタイルコレクション』（有明コロシアム、2010年9月12日）[19]
- Web番組：『ぱにゃにゃん』（TBSオンデマンド、レギュラー出演） 共/川端かなこ、寿るい、鈴木あや、てんちむ、日菜あこ、ろみひ[20]
- 映画：『テッド』（2013年1月18日公開、ミシェル（メリッサ・オードウェイ） 役 日本語吹替版声の出演） 共/てんちむ、福田桃代[21]